# Fabia (crabe)
Pour les articles homonymes, voir Fabia.
Genre
Fabia est un genre de crabe symbiotique de la famille des Pinnotheridae,.

## Distribution
Les espèces de ce genre se rencontrent en Atlantique ouest, de la Floride au Brésil et dans le Pacifique de l'Alaska au Mexique, ainsi qu'en mer de Chine méridionale.

## Hôtes
Elles sont symbiotique de Mollusques bivalves et gastéropodes ainsi que des vers polychètes.

## Espèces
- Fabia byssomiae (Say, 1818)
- Fabia canfieldi (Rathbun, 1918)
- Fabia carvachoi Campos, 1996
- Fabia concharum (Rathbun, 1893)
- Fabia felderi Gore, 1986
- Fabia malaguena (Garth, 1948)
- Fabia obtusidentata Dai, Feng, Song & Chen, 1980
- Fabia subquadrata (Dana, 1851)
- Fabia tellinae Cobb, 1973

## Référence
- Dana, 1851 : On the classification of the Crustacea Grapsoidea. American Journal of Science and Arts, ser. 2, vol. 12, p. 283–291.